# Loma (Nebraska)
Loma és una comunitat no incorporada al comtat de Butler, Nebraska, Estats Units. Segons el cens del 2000, la comunitat tenia 54 habitants.Segons el cens del 2000 tenia 54 habitants, 18 habitatges, i 13 famílies. Hi havia 20 habitatges. La composició racial de la comunitat era 100,00% blanca.
Loma rebé el nom pel ferrocarril, i possiblement deriva d'un nom espanyol que es pot traduir com lloma amb el significat de petit turó.
Loma es troba a41° 7′ 47″ N, 96° 56′ 37″ O / 41.12972°N,96.94361°O (41,12981, -96,94379).
Loma va aparèixer a la pel·lícula de comèdia de 1995 To Wong Foo, Thanks for Everything! Julie Newmar com el poble fictici de Snydersville, Nebraska.